# Sturgeon
Sturgeon é uma cidade localizada no estado americano de Missouri, no Condado de Boone.

## Demografia
Segundo o censo americano de 2000, a sua população era de 944 habitantes.
Em 2006, foi estimada uma população de 902, um decréscimo de 42 (-4.4%).

## Geografia
De acordo com o United States Census Bureau tem uma área de
1,6 km², dos quais 1,6 km² cobertos por terra e 0,0 km² cobertos por água. Sturgeon localiza-se a aproximadamente 256 m acima do nível do mar.

## Localidades na vizinhança
O diagrama seguinte representa as localidades num raio de 20 km ao redor de Sturgeon.